# あんりあんな
あんりあんなは、あんなとあんりの日本の一卵性双生児姉妹のモデルである。神奈川県出身。所属事務所はTWIN PLANET。

## 来歴・人物
ファッション雑誌Seventeenの読者モデルとしてのキャリアをスタートさせ、その後は赤字系の雑誌でもファッションページに掲載されるようになる。
その後、韓国ファッション通販サイトishooでフィッティングモデルとしても活躍。韓国好きが高じて、2017年より拠点を韓国に移し芸能活動を本格化させる。
2020年4月には韓国ドラマ最大手NAVER内Webドラマ「yomstore」の主演に抜擢され、その後も韓国のバラエティ番組やウェブドラマにも出演。
韓国のファッション、ビューティーを発信するyoutube「ARIANNA CHANNEL」は登録者数約20万人超でダイエット動画は1000万再生超を達成。アジアを中心に様々なメディアで観光アンバサダーとして活動し、双子ならではの世界観で表現されたクリエイティブが人気を集めている。 
現在は日本と韓国を拠点に活動し、2022年3月より東京ガールズコレクション公式アパレルサイト「TOKYO GIRLS MARKET」のディレクターとしてショップをオープンさせた。

### 共通事項
- 神奈川県生まれ。純日本人。
- 血液型はA型。
- 好きな食べ物はコーヒーとチョコレート。

### あんな
- 身長は162cm。
- 一卵性双生児の姉。

### あんり
- 身長は164cm。
- 一卵性双生児の妹。

## 出演

### 雑誌
- 韓国語ジャーナル2020 （アルク出版）
- SCawaii! （主婦の友社）

### 番組
- 韓国ドラマ「HyomStore」 - VLIVE・NAVER TV
- 韓国ドラマ「라이브 플렉스」 - SBS
- 韓国ドラマ「백만상사」 - ariranTV
- 韓国バラエティ「테라스온」 - MBC

### イベント
- 関西コレクション
- 東京コレクション
- NYLON KOREA BeautyAward2019 日本人審査員 - NYLON